# Man Singh
Man Singh (21 de desembre de 1550-1615) fou maharajà d'Amber (Jaipur) i general de l'exèrcit mogol sota Akbar, governant diverses províncies de l'imperi.
Era fill de Bhagwan Das, fill gran i hereu del maharajà d'Amber Baharmalla (o Bhara Mal) que va governar del 1548 al 1574, i que el va succeir en aquest darrer any. La família era del clan kachchawa dels rajputs. De jove va rebre entrenament militar i junt amb el seu pare (encara príncep) va entrar al servei dels mogols (1562) quan l'emperador Akbar es va casar amb la filla de Bhara Mal. Va participar en la conquesta de Ranthambore el 1569. Després va participar en la campanya contra els mirzes a Gujarat i el 1572 va rebre el seu primer comandament, abans de la campanya contra el bengalí Dawud Khan Kararani (1574). Després va fer de mediador amb Pratap Singh, que havia succeït al seu pare Udai Singh com a rana de Mewar (després Udaipur), que es mantenia hostil com el seu pare als mogols. Pratap va insultar a Man Singh i l'emperador en compensació el va designar comandant en cap de l'exèrcit mongol a la batalla de Haldighat (a 35 km al nord-est d'Udaipur) contra Pratap, el 1576, en la qual va aconseguir una victòria completa. Però com a cavaller honorable es va negar a perseguir als derrotats i saquejar el territori i això li va valer perdre el favor de l'emperador.
Després va lluitar a Malwa contra els mirzes i va rebre un mansab de 3.500. Tot seguit fou enviat a lluitar contra afganesos i balutxis al Panjab, on va complir la tasca. Alguns oficials d'Akbar descontents amb la política religiosa liberal de l'emperador, conspiraven contra ell i el 1580 Qazi Muhammad Yazdi va declarar el deure de tot musulmà de revoltar-se contra Akbar. Els rebels a Bihar i Bengala van proclamar emperador a Mirza Muhammad Hakim, germanastre d'Akbar, que governava Kabul. L'emperador va enviar forces a Bihar i Bengala i ell mateix va marxar a Kabul acompanyat de Man Singh; el 8 de març de 1581 va arribar a Macchiwara i poc després a la riba de l'Indus des d'on va enviar a Man Singh cap a Kabul; el general va travessar el riu i quan Hakim ho va saber va fugir a Gurband i Man Singh va entrar a Kabul. Seguint l'exèrcit, Akbar va arribar a la ciutat el 10 d'agost de 1581. Hakim fou perdonat per Akbar que va nomenar governador de Kabul a la seva germana Bakhtunissa Begum i va retornar a Fatehpur Sikri. Després de la seva sortida, Bakhtunissa va romandre com a nominal governanta però amb el poder efectiu en mans d'Hakim fins que va morir el juliol de 1582 i llavors Kabul fou annexionat a l'imperi i Man Singh en fou nomenat governador, restant a la ciutat tres anys en els quals va construir una fortalesa que fou la seu dels posteriors governadors mogols.
El 1585 algunes tribus afganeses es van aixecar contra l'imperi, sent les principals els yusufzais i els mandars, a més dels rawshanais. Akbar va enviar un exèrcit manat per Zain Khan, Hakim Abul Fateh i Raja Birbal per sotmetrel's però no ho van aconseguir, i Raja Birbal, amic d'Akbar, va morir a la lluita. L'emperador va enviar llavors a Raja Todar Mal i va ordenar a Raja Man Singh ajudar a Todar Mal. Aquest va tenir alguns èxits però el nucli de la rebel·lió estava darrere del pas de Khyber que era difícil de creuar perquè estava dominat pels afganesos kabailies. Man Singh acompanyat per Rao Gopaldas de Nindar, ho va aconseguir i va derrotar a les cinc principals tribus afganeses. La bandera d'Amber fou canviada de la "Katchanar" (muntanya verda en base blanca) a la "Pachranga" (cinc colors) en commemoració d'aquesta victòria (bandera en ús fins a la incorporació de Japipur a l'Índia i encara avui dia als palaus del maharajà).
El 1586 Akbar va enviar un exèrcit manat per Raja Bhagwant Das, el pare de Man Singh, cap a Caixmir que fou incorporada a l'Imperi mongol com a sarkar (districte) de la província de Kabul. El 1587 Man Singh fou traslladat com a governador a Bihar on va seguir una política enèrgica contra els rages hindús i contra els caps afganesos hostils.
El 1589 va succeir al seu pare al gaddi (tron) d'Amber, i va rebre de l'emperador el títol mongol de raja i la confirmació del seu mansab de 5000. Després va fer dues campanyes a Orissa on el 1590 Qatlu Khan Lohani s'havia declarat independent com Qatlu Shah; abans d'enfrontar a Man Singh, Qatlu fou mort per Rao Gopaldas de Nindar. El fill de Qatlu, Nasir Khan, després d'una breu resistència, va acceptar la sobirania mogol i fou reconegut com a governador d'Orissa. Nasir Khan va romandre fidel durant dos anys però llavors va violar les condicions de l'acord i es va apoderar del temples de Jagannath a Puri, que era territori mogol. Man Singh va fer llavors una segona campanya i va derrotar decisivament a Nasir Khan el 9 d'abril de 1592 en la batalla de Medinipur (lliurada prop d'aquesta ciutat), fugint Nasir Khan cap a Bengala oriental i sent Orissa annexionada a l'imperi dins la subah (província) de Bengala.
Fou nomenat subadar (governador) de Bengala (17 de març de 1594) i va continuar allí la campanya contra els fugitius. Va construir una nova capital a Agmahal, a la que va donar el nom d'Akbarnagar, més tard Rajmahal) on va edificar una ciutadella, una mesquita i un palau. Els afganesos es van sotmetre. Va derrotar el raja de Jessore (d'on es va emportar el famós ídol de Shila Devi cap a Amber on encara resta en un temple). Va conquerir Coch Behar que va ocupar fins al 1605 quan va retornar a la cort d'Agra on va rebre un mansab de 7.000. Raja Man Singh fou governador de Bengala de 1594 a 1598 i altre cop del 1601 al 1605 (i per tercer cop del 1605 al 1606).
Com a cortesa després del 1605 va encoratjar les pretensions del príncep Khusraw contra les del príncep Salim, després emperador Jahangir, i quan aquest va pujar al tron poc després, Man Singh fou enviat altre cop a Bengala pel tercer període del 10 de novembre de 1605 al 2 de setembre de 1606 quan el va substituir Kutb al-Din Khan Koka), i després (1611) fou enviat a una expedició al Dècan, a Ahmadnagar, Berar i Khandesh on resistia Malik Ambar, però no va fer res especialment important.
Va morir per causes naturals a Ellichpur el 6 de juliol de 1614. El va succeir a Amber el seu fill Bhau Singh.

## Arquitectura
Entre les edificacions construïdes sota el seu impuls cal esmentar el temple de Govindadeva a Mathura, i el temple del seu nom a Amber (vegeu Palau de Man Singh). També són de nota alguns edificis a Akbarnagar i les fortificacions de Rohtas.